# Villarroya
Villarroya és un municipi de la Rioja, a la regió de la Rioja Baixa.

## Demografia
Amb tan sols 10 habitants censats en el 2008, Villarroya és una de les sis localitats amb menys habitants d'Espanya, i la més deshabitada de la Rioja empatada amb Valdemadera.